# ESL One Katowice 2015
ESL One Katowice 2015 (Electronic Sports League One Katowice 2015) – piąty międzynarodowy mistrzowski turniej w Counter-Strike: Global Offensive zorganizowany przez ESL w dniach 12–15 marca w katowickim Spodku. Do podziału między szesnaście drużyn było 250 000 USD. Finał pomiędzy Ninjas in Pyjamas i Fnatic w szczytowym momencie oglądało ponad milion widzów, co było nowym rekordem oglądalności meczu CS:GO. Główną nagrodę zdobyła drużyna Fnatic, która wygrała majora po raz drugi w historii. Zawodnik zwycięskiej drużyny  olofmeister został uznany MVP turnieju w Katowicach.

## Drużyny
Na turniej zaproszonych zostało osiem zespołów posiadających status Legendy z poprzedniego majora, a o kolejne osiem wolnych miejsc rywalizowało 16 drużyn w głównych kwalifikacjach.
| Legendy - Fnatic - HellRaisers - Natus Vincere - Ninjas in Pyjamas - PENTA Sports - Team EnVyUs - Team SoloMid - Virtus.pro | Drużyny zakwalifikowane - 3DMAX - Cloud9 - Counter Logic Gaming - Flipsid3 Tactics - Keyd Stars - LBG eSports - Titan - Vox Eminor |

1. ↑  Team EnVyUs zyskało miejsce na turnieju po pozyskaniu składu Team LDLC
2. ↑  Team SoloMid zyskało miejsce na turnieju po pozyskaniu składu Team Dignitas

## Format rozgrywek
W fazie grupowej drużyny zostały podzielone na cztery czterozespołowe grupy, w których rozegrały mecze na zasadach Best-of-One stosując format GSL. Oznaczało to, że drużyna rozstawiona w grupie jako najlepsza grała mecz z najgorszą, a drugi mecz toczył się między zespołami z miejsc 2 i 3. W następnej kolejce zwycięzcy rozgrywali mecz, który decydował o awansie, tak samo jak w meczu przegranych decydowało kto odpada z turnieju. W ostatniej, trzeciej turze spotkań grały drużyny posiadające na koncie 1 wygraną jak i 1 przegraną. Zwycięzca tego meczu awansował do play-offów z drugiego miejsca, a przegrany odpadał.
W fazie play-off zagrało 8 najlepszych zespołów, gdzie zwycięzca grupy grał z drużyną, która zajęła drugie miejsce. Dodatkowo drużyny z tych samych grup rozlokowano tak, aby mogły się ze sobą spotkać dopiero w finale. Mecze rozgrywano na zasadach Best-of-Three w systemie pojedynczej eliminacji.

### Pula map
W puli było się 7 map, na których można było rozgrywać mecze. W fazie grupowej drużyny banowały na przemian po dwie mapy, a system spośród trzech pozostałych losował jedną mapę, na której rozgrywano mecz, natomiast w fazie pucharowej najpierw banowano po jednej mapie, dalej wybierano po jednej na której drużyny chciały grać, a na końcu system spośród trzech pozostałych losował mapę decydującą. Dostępnymi mapami były: 
- Cache
- Cobblestone
- Dust II
- Inferno
- Mirage
- Nuke
- Overpass

## Faza grupowa

### Grupa A
| Poz.             | Drużyna          | W | P | WR | PR | RR  | Pkt. |
| ---------------- | ---------------- | - | - | -- | -- | --- | ---- |
| 1                | Fnatic           | 2 | 0 | 32 | 10 | +22 | 6    |
| 2                | Natus Vincere    | 2 | 1 | 39 | 21 | +18 | 6    |
| 3                | Vox Eminor       | 1 | 2 | 22 | 34 | -12 | 3    |
| 4                | FlipSid3 Tactics | 0 | 2 | 4  | 32 | -28 | 0    |
| Źródło: hltv.org |                  |   |   |    |    |     |      |

| Drużyna          | Wynik | Mapa        | Wynik | Drużyna          |
| ---------------- | ----- | ----------- | ----- | ---------------- |
| Natus Vincere    | 16    | Mirage      | 2     | FlipSid3 Tactics |
| Fnatic           | 16    | Inferno     | 3     | Vox Eminor       |
| FlipSid3 Tactics | 2     | Cache       | 16    | Vox Eminor       |
| Natus Vincere    | 7     | Cobblestone | 16    | Fnatic           |
| Natus Vincere    | 16    | Inferno     | 3     | Vox Eminor       |

### Grupa B
| Poz.             | Drużyna      | W | P | WR | PR | RR  | Pkt. |
| ---------------- | ------------ | - | - | -- | -- | --- | ---- |
| 1                | Team EnVyUs  | 2 | 0 | 32 | 22 | +10 | 6    |
| 2                | PENTA Sports | 2 | 1 | 35 | 32 | +3  | 6    |
| 3                | LGB eSports  | 1 | 2 | 36 | 35 | +1  | 3    |
| 4                | Titan        | 0 | 2 | 18 | 32 | -14 | 0    |
| Źródło: hltv.org |              |   |   |    |    |     |      |

| Drużyna      | Wynik | Mapa        | Wynik | Drużyna      |
| ------------ | ----- | ----------- | ----- | ------------ |
| Team EnVyUs  | 16    | Cobblestone | 14    | Titan        |
| PENTA Sports | 3     | Dust II     | 16    | LGB eSports  |
| Team EnVyUs  | 16    | Cache       | 8     | LGB eSports  |
| PENTA Sports | 16    | Cache       | 4     | Titan        |
| LGB eSports  | 12    | Dust II     | 16    | PENTA Sports |

### Grupa C
| Poz.             | Drużyna              | W | P | WR | PR | RR  | Pkt. |
| ---------------- | -------------------- | - | - | -- | -- | --- | ---- |
| 1                | Ninjas in Pyjamas    | 2 | 0 | 32 | 16 | +16 | 6    |
| 2                | Keyd Stars           | 2 | 1 | 41 | 36 | +5  | 6    |
| 3                | Counter Logic Gaming | 1 | 2 | 31 | 46 | -15 | 3    |
| 4                | HellRaisers          | 0 | 2 | 26 | 32 | -6  | 0    |
| Źródło: hltv.org |                      |   |   |    |    |     |      |

| Drużyna              | Wynik | Mapa    | Wynik | Drużyna              |
| -------------------- | ----- | ------- | ----- | -------------------- |
| Ninjas in Pyjamas    | 16    | Inferno | 9     | Keyd Stars           |
| HellRaisers          | 14    | Nuke    | 16    | Counter Logic Gaming |
| Ninjas in Pyjamas    | 16    | Mirage  | 7     | Counter Logic Gaming |
| HellRaisers          | 12    | Inferno | 16    | Keyd Stars           |
| Counter Logic Gaming | 8     | Dust II | 16    | Keyd Stars           |

### Grupa D
| Poz.             | Drużyna      | W | P | WR | PR | RR  | Pkt. |
| ---------------- | ------------ | - | - | -- | -- | --- | ---- |
| 1                | Virtus.pro   | 2 | 0 | 32 | 16 | +16 | 6    |
| 2                | Team SoloMid | 2 | 1 | 46 | 34 | +12 | 6    |
| 3                | Cloud9       | 1 | 2 | 35 | 46 | -11 | 3    |
| 4                | 3DMAX        | 0 | 2 | 15 | 32 | -17 | 0    |
| Źródło: hltv.org |              |   |   |    |    |     |      |

| Drużyna      | Wynik | Mapa     | Wynik | Drużyna      |
| ------------ | ----- | -------- | ----- | ------------ |
| Virtus.pro   | 16    | Overpass | 5     | 3DMAX        |
| Team SoloMid | 14    | Nuke     | 16    | Cloud9       |
| Virtus.pro   | 16    | Inferno  | 11    | Cloud9       |
| Team SoloMid | 16    | Nuke     | 10    | 3DMAX        |
| Cloud9       | 8     | Overpass | 16    | Team SoloMid |

## Faza pucharowa

### Drabinka
|  | Ćwierćfinały      | Ćwierćfinały      | Ćwierćfinały      |                   |             | Półfinały   | Półfinały | Półfinały |  |  | Finał | Finał | Finał |  |
|  |                   |                   |                   |                   |             |             |           |           |  |  |       |       |       |  |
|  | Fnatic            | Fnatic            | 2                 |                   |             |             |           |           |  |  |       |       |       |  |
|  | Fnatic            | Fnatic            | 2                 |                   |             |             |           |           |  |  |       |       |       |  |
|  | PENTA Sports      | PENTA Sports      | 0                 |                   |             |             |           |           |  |  |       |       |       |  |
|  | PENTA Sports      | PENTA Sports      | 0                 |                   | Fnatic      | Fnatic      | 2         |           |  |  |       |       |       |  |
|  |                   |                   |                   |                   | Fnatic      | Fnatic      | 2         |           |  |  |       |       |       |  |
|  |                   |                   | Virtus.pro        | Virtus.pro        | 0           |             |           |           |  |  |       |       |       |  |
|  | Virtus.pro        | Virtus.pro        | Virtus.pro        | Virtus.pro        | 0           | 2           |           |           |  |  |       |       |       |  |
|  | Virtus.pro        | Virtus.pro        |                   |                   |             |             |           |           |  |  |       |       |       |  |
|  | Keyd Stars        | Keyd Stars        | 1                 |                   |             |             |           |           |  |  |       |       |       |  |
|  | Keyd Stars        | Keyd Stars        | 1                 |                   | Fnatic      | Fnatic      | 2         |           |  |  |       |       |       |  |
|  |                   |                   |                   |                   |             |             |           |           |  |  |       |       |       |  |
|  |                   |                   | Ninjas in Pyjamas | Ninjas in Pyjamas | 1           |             |           |           |  |  |       |       |       |  |
|  | Team EnVyUs       | Team EnVyUs       | Ninjas in Pyjamas | Ninjas in Pyjamas | 1           | 2           |           |           |  |  |       |       |       |  |
|  | Team EnVyUs       | Team EnVyUs       |                   |                   |             |             |           |           |  |  |       |       |       |  |
|  | Natus Vincere     | Natus Vincere     | 1                 |                   |             |             |           |           |  |  |       |       |       |  |
|  | Natus Vincere     | Natus Vincere     | 1                 |                   | Team EnVyUs | Team EnVyUs | 0         |           |  |  |       |       |       |  |
|  |                   |                   |                   |                   | Team EnVyUs | Team EnVyUs | 0         |           |  |  |       |       |       |  |
|  |                   |                   | Ninjas in Pyjamas | Ninjas in Pyjamas | 2           |             |           |           |  |  |       |       |       |  |
|  | Ninjas in Pyjamas | Ninjas in Pyjamas | Ninjas in Pyjamas | Ninjas in Pyjamas | 2           | 2           |           |           |  |  |       |       |       |  |
|  | Ninjas in Pyjamas | Ninjas in Pyjamas |                   |                   |             |             |           |           |  |  |       |       |       |  |
|  | Team SoloMid      | Team SoloMid      | 1                 |                   |             |             |           |           |  |  |       |       |       |  |

Źródło: hltv.org

### Ćwierćfinały
| Drużyna           | Wynik | Mapa        | Wynik | Drużyna       |
| ----------------- | ----- | ----------- | ----- | ------------- |
| Fnatic            | 16    | Inferno     | 8     | PENTA Sports  |
| Fnatic            | 16    | Cache       | 7     | PENTA Sports  |
| Fnatic            | -     | Mirage      | -     | PENTA Sports  |
| Virtus.pro        | 16    | Mirage      | 4     | Keyd Stars    |
| Virtus.pro        | 17    | Overpass    | 19    | Keyd Stars    |
| Virtus.pro        | 16    | Nuke        | 1     | Keyd Stars    |
| Team EnVyUs       | 16    | Cache       | 12    | Natus Vincere |
| Team EnVyUs       | 14    | Dust II     | 16    | Natus Vincere |
| Team EnVyUs       | 16    | Cobblestone | 3     | Natus Vincere |
| Ninjas in Pyjamas | 16    | Dust II     | 8     | Team SoloMid  |
| Ninjas in Pyjamas | 4     | Inferno     | 16    | Team SoloMid  |
| Ninjas in Pyjamas | 16    | Nuke        | 12    | Team SoloMid  |

### Półfinały
| Drużyna     | Wynik | Mapa        | Wynik | Drużyna           |
| ----------- | ----- | ----------- | ----- | ----------------- |
| Fnatic      | 19    | Cobblestone | 17    | Virtus.pro        |
| Fnatic      | 16    | Mirage      | 8     | Virtus.pro        |
| Fnatic      | -     | Overpass    | -     | Virtus.pro        |
| Team EnVyUs | 9     | Cache       | 16    | Ninjas in Pyjamas |
| Team EnVyUs | 10    | Dust II     | 16    | Ninjas in Pyjamas |
| Team EnVyUs | -     | Mirage      | -     | Ninjas in Pyjamas |

### Finał
| Drużyna | Wynik | Mapa    | Wynik | Drużyna           |
| ------- | ----- | ------- | ----- | ----------------- |
| Fnatic  | 16    | Dust II | 14    | Ninjas in Pyjamas |
| Fnatic  | 10    | Cache   | 16    | Ninjas in Pyjamas |
| Fnatic  | 16    | Inferno | 13    | Ninjas in Pyjamas |

## Ranking końcowy
| Miejsce          | Drużyna              | Nagroda  | Skład                                         | Trener    |
| ---------------- | -------------------- | -------- | --------------------------------------------- | --------- |
| 1.               | Fnatic               | $100,000 | flusha, JW, KRiMZ, olofmeister, pronax        | Devilwalk |
| 2.               | Ninjas in Pyjamas    | $50,000  | allu, f0rest, friberg, GeT RiGhT, Xizt        | pita      |
| 3.–4.            | Team EnVyUs          | $22,000  | Happy, kioShiMa, NBK, shox, SmithZz           |           |
| 3.–4.            | Virtus.pro           | $22,000  | byali, NEO, pashaBiceps, Snax, TaZ            | kuben     |
| 5.–8.            | Keyd Stars           | $10,000  | boltz, Fallen, fer, steel, zqk                |           |
| 5.–8.            | Natus Vincere        | $10,000  | Guardian, Edward, seized, starix, Zeus        |           |
| 5.–8.            | PENTA Sports         | $10,000  | Denis, kRYSTAL, r0bs3n, Spidii, Troubley      | alexRr    |
| 5.–8.            | Team SoloMid         | $10,000  | cajunb, dev1ce, dupreeh, karrigan, Xyp9x      | 3k2       |
| 9.–12.           | Cloud9               | $2,000   | n0thing, sgares, ShahZam, shroud, Semphis     |           |
| 9.–12.           | Counter Logic Gaming | $2,000   | FNS, hazed, ptr, reltuC, tarik                |           |
| 9.–12.           | LGB eSports          | $2,000   | jkaem, Polly, rain, RUBINO, zEVES             |           |
| 9.–12.           | Vox Eminor           | $2,000   | AZR, Havoc, jks, topguN, SPUNJ                |           |
| 13.–16.          | 3DMAX                | $2,000   | diSTURBED, KHRN, natu, stonde, xartE          |           |
| 13.–16.          | FlipSid3 Tactics     | $2,000   | B1ad3, bondik, DavCost , markeloff, WorldEdit |           |
| 13.–16.          | HellRaisers          | $2,000   | AdreN, ANGE1, Dosia, flamie, kUcheR           |           |
| 13.–16.          | Titan                | $2,000   | apEX, Ex6TenZ , kennyS, Maniac, Rpk           |           |
| Źródło: hltv.org |                      |          |                                               |           |